# Shortia rotundifolia
Shortia rotundifolia là một loài thực vật có hoa trong họ Diapensiaceae. Loài này được (Maxim.) Makino miêu tả khoa học đầu tiên năm 1895.